# 柴田政次
柴田 政次（しばた まさじ、1882年（明治15年）9月19日 - 1950年（昭和25年）9月15日）は、大正から昭和期の実業家、政治家。参議院議員、茨城県会議長、茨城県多賀郡磯原町長。

## 経歴
茨城県多賀郡木皿村（北中郷村大字木皿、磯原町を経て現北茨城市磯原町木皿）で、柴田庄八の長男として生まれる。材木商（製材業）を営み、茨城県木材社長、茨城県木材生産組合連合会会長、同県林業会長などを務めた。
1917年（大正6年）4月、北中郷村会議員に選出され、1921年（大正10年）6月に再選。1917年6月、北中郷村助役に就任。北中郷村が町制施行し磯原町に改称すると町会議員に選出され、1925年（大正14年）4月、磯原町長に就任し、1927年（昭和2年）10月に再選され2期在任した。茨城県会議員には、立憲政友会所属で1935年（昭和10年）9月に選出され、1947年（昭和22年）まで在任し、この間、1942年（昭和17年）11月、第41代議長に就任した。
1947年4月の第1回参議院議員通常選挙に茨城県地方区から日本自由党公認で出馬して当選し、参議院議員に1期在任した。この間、参議院建設委員長などを務めた。1950年9月、千代田区麹町の参議院議員宿舎で死去した。